# صناعة كيميائية

مصفاة للنفط في لويزيانا - مثال الصناعة الكيميائية

الصناعات الكيميائية أو الكيماوية تتضمن عمليات التصنيع التي تتم أثناء إنتاج البتروكيماويات، الدواء، البوليمرات، الطلاء، الزيوت. ويتم استخدام علوم الكيمياء والتفاعلات الكيميائية لإنتاج مواد كيميائية جديدة، أو فصل المواد من بعضها باستخدام خواص عديدة مثل مدى الانحلالية، الشحنة أو التقطير، بالإضافة إلى التحولات التي تتم باستخدام الحرارة وطرق أخرى.
تتضمن الصناعات الكيميائية تشغيل أو تغيير المواد الأولية التي يتم الحصول عليها من المناجم والزراعة إلى مواد أخرى مفيدة قابلة للاستخدام في حياتنا اليومية أو كمادة خام لصناعات أخرى. ولا يتم اعتبار صناعات الأغذية من ضمن الصناعات الكيمائية.

## المواد الكيميائية ذات حجم الإنتاج العالي
يتم إنتاج أو استيراد المواد الكيميائية ذات الإنتاج الكبير (المواد الكيميائية HPV) إلى الولايات المتحدة بكميات تبلغ مليون جنيه إسترليني أو 500 طن سنويًا. في بلدان منظمة التعاون والتنمية في الميدان الاقتصادي، تُعرَّف المواد الكيميائية لفيروس الورم الحليمي البشري بأنها تُنتج بمستويات تزيد عن 1000 طن متري لكل منتج / مستورد سنويًا في بلد / منطقة عضو واحدة على الأقل. تعمل قائمة المواد الكيميائية من فيروس الورم الحليمي البشري كقائمة أولويات عامة، يتم من خلالها اختيار المواد الكيميائية لجمع البيانات لمجموعة بيانات معلومات الفحص (SIDS)، للاختبار وتقييم المخاطر الأولية.

### قوائم المواد الكيميائية HPV
تتغير قائمة منظمة التعاون والتنمية في الميدان الاقتصادي الخاصة بمواد HPV الكيميائية. تضمنت قائمة عام 2004 من 143 صفحة 4842 إدخالاً. تم نشر قائمة عام 2007 في عام 2009.
اعتبارًا من عام 2009، كانت قائمة HPV لـ HPV تحتوي على 2,539 مادة كيميائية، في حين أن القائمة الكيميائية لبرنامج تحدي فيروس الورم الحليمي البشري تحتوي على 1,973 مادة كيميائية فقط لأن المواد الكيميائية غير العضوية والبوليمرات لم يتم تضمينها.
نشرت وكالة حماية البيئة قائمة على الإنترنت للمواد الكيميائية HPV منذ عام 2010. القائمة غير مرقمة وبدون حواشي.

### السياق التنظيمي

#### أوروبا
إن «النهج الاستراتيجي للإدارة الدولية للمواد الكيميائية» (SAICM) هي سياسة لتحقيق إنتاج واستخدام آمنين للمواد الكيميائية في جميع أنحاء العالم بحلول عام 2020، تم تطويرها مع أصحاب المصلحة من أكثر من 140 دولة، وقعت عليها 100 حكومة، اعتمدها مجلس إدارة برنامج الأمم المتحدة للبيئة في فبراير 2006 . إن اقتراح تسجيل المواد الكيميائية وتقييمها والترخيص بها وتقييدها (REACH) والوكالة الأوروبية للمواد الكيميائية سوف تساعد الاتحاد الأوروبي على تحقيق أهداف النهج الاستراتيجي للإدارة الدولية للمواد الكيميائية.
تهدف اتفاقية استكهولم بشأن الملوثات العضوية الثابتة إلى التحكم في إنتاج اثني عشر ملوثاً عضوية ثابتة واستخدامها والاتجار بها والتخلص منها وإطلاقها؛ اقترحت الجماعة الأوروبية خمس مواد كيميائية إضافية. تحظر الاتفاقية الإنتاج والاستخدام المتعمدين للملوثات العضوية الثابتة، وتحظر تطوير الملوثات العضوية الثابتة الجديدة، وتهدف إلى تقليل الإطلاقات من الملوثات العضوية الثابتة المنتجة عن غير قصد. وقد صدقت الجماعة الأوروبية حتى الآن على الاتفاقية، و 18 دولة عضوا وبلدين انضمام.

#### الولايات المتحدة الأمريكية
يتطلب قانون مراقبة المواد السامة لعام 1976 من وكالة حماية البيئة «تجميع وحفظ وتحديث قائمة بكل مادة كيميائية يتم تصنيعها أو معالجتها في الولايات المتحدة». في عام 1998، أبلغت وكالة حماية البيئة أن المواد الكيميائية المستخدمة لفيروس الورم الحليمي البشري الأكثر استخدامًا في التجارة لم يتم اختبارها إلى حد كبير: 43 ٪ من 2800 مادة كيميائية من فيروس الورم الحليمي البشري ليس لديها بيانات سمية أساسية أو بيانات مستوى الفرز على الإطلاق، و 50 ٪ لديها بيانات فحص غير مكتملة، و 7 ٪ فقط من فيروس الورم الحليمي البشري المواد الكيميائية لديها مجموعة كاملة من بيانات سمية مستوى الفرز. ومع ذلك، فإن بيانات مستوى الفحص، حتى لو أشارت إلى وجود مشكلة، لم تكن كافية لتقييد استخدام المركب. في 1986 و 2003 و 2005 و 2011 أصدرت وكالة حماية البيئة لوائح لتعديل وتحديث مخزون TSCA.
اعتبارًا من أبريل 2010، كان هناك حوالي 84000 مادة كيميائية في مخزون TSCA ، وفقًا لتقرير مكتب محاسبة الحكومة. يمنح القسم 4 من TSCA وكالة حماية البيئة سلطة طلب الاختبار الكيميائي.

### بيانات السمية
في عام 1982، تم مسح الشركات المصنعة الأمريكية والمعالجين والمستوردين لـ 75 مادة كيميائية وجدت الوكالة الدولية لأبحاث السرطان أنها تسبب سرطانات في الحيوانات، ولكن السرطنة التي كانت لدى البشر غير مؤكدة. فقط لـ 13 من 75 مادة كيميائية تم الانتهاء من دراسات وبائية على صحة الإنسان أو كانت جارية. كانت ثمانية عشر من أصل 75 مادة كيميائية من فيروس الورم الحليمي البشري وفقط لثمانية مواد كيميائية من فيروس الورم الحليمي البشري تم الانتهاء من الدراسات الوبائية أو كانت جارية. كان أكبر عدد من المواد الكيميائية (19) من الأدوية، ولم تتم دراسة أي منها وبائيًا. تم استخدام سبع مواد كيميائية تمت دراستها كمبيدات آفات.
في عام 1997، أفاد صندوق الدفاع البيئي في نتائج «الجهل السام» بتحليله لتوافر بيانات الاختبارات الصحية الأساسية عن المواد الكيميائية لفيروس الورم الحليمي البشري التي استوفت 29٪ فقط من المواد الكيميائية لفيروس الورم الحليمي البشري في الولايات المتحدة الحد الأدنى من متطلبات البيانات. في عام 1998، نشرت وكالة حماية البيئة تقريرًا عن دراسة توفر البيانات الكيميائية للأخطار التي تظهر «55٪ من المواد الكيميائية TRI لديها اختبار SIDS كامل، في حين أن 7٪ فقط من المواد الكيميائية الأخرى لديها بيانات اختبار كاملة». كتبوا «... من بين 830 شركة تصنع مواد كيميائية من فيروس الورم الحليمي البشري في الولايات المتحدة، 148 شركة ليس لديها بيانات SIDS متاحة عن المواد الكيميائية الخاصة بها؛ وهناك 459 شركة أخرى تبيع منتجات تتوفر في المتوسط نصف أو أقل من اختبارات SIDS. 21 شركة فقط (أو 3٪ من 830 شركة) لديها جميع اختبارات SIDS المتاحة للمواد الكيميائية الخاصة بها. وتكلف المجموعة الأساسية لبيانات الاختبار حوالي 200 ألف دولار لكل مادة كيميائية». في عام 1999، نشر الاتحاد الأوروبي دراسة حول عدد المواد الكيميائية المستخدمة في الاتحاد الأوروبي-فيروس الورم الحليمي البشري التي كانت متاحة للجمهور في قاعدة بيانات كيميائية شاملة تسمى IUCLID : فقط 14 ٪ من المواد الكيميائية لدى الاتحاد الأوروبي-فيروس الورم الحليمي البشري لديها بيانات على مستوى المجموعة الأساسية و 65٪ لديهم أقل من مجموعة الأساس و 21٪ ليس لديهم بيانات متاحة. وخلص المؤلفون إلى أن «المزيد من البيانات كانت متاحة للجمهور مقارنة بمعظم الدراسات السابقة».
في عام 2004، قام أحد الشركاء في برنامج تحدي فيروس الورم الحليمي البشري التابع لوكالة حماية البيئة بتقييم 532 حتى ذلك الحين من المواد الكيميائية غير الخاضعة للرقابة، سواء كانت «يتيمة» أم لا، ووجد:
- 156 مادة كيميائية (29٪) من المحتمل أنها كانت لا تزال «أيتام» - أي أنها يمكن ويجب أن تتم رعايتها، ولكن لم يتم
- 103 مادة كيميائية (19 ٪) كانت حالة غير واضحة
- 266 مادة كيميائية (50 ٪) من المحتمل أنها لم تعد فيروس الورم الحليمي البشري
- يبدو أن 7 مواد كيميائية فقط (1٪) بصدد رعايتها.[13]

منذ عام 2009، طلبت وكالة حماية البيئة من الشركات إجراء اختبار السمية على 34 مادة كيميائية فقط. في عام 2011، أعلنت وكالة حماية البيئة، ولكن اعتبارًا من عام 2013 لم تنتهِ بعد، تخطط لطلب اختبار 23 مادة كيميائية إضافية، لذا تمامًا 57 مادة كيميائية. حددت وكالة حماية البيئة 83 مادة كيميائية لتقييم المخاطر، وبدأت سبعة تقييمات في عام 2012، مع خطط لبدء 18 تقييمًا إضافيًا في 2013 و 2014. في عام 2007، بدأت وكالة حماية البيئة في Toxcast التي تستخدم «تقنيات الفحص الكيميائي الآلي (تسمى» اختبارات الفحص عالية الإنتاجية «) لفضح الخلايا الحية أو البروتينات المعزولة للمواد الكيميائية». ، 
في عام 2009، أفادت وكالة حماية البيئة أنها طورت نظامًا يسمى ACToR (الموارد السامة الحاسوبية المجمعة) لفضح الخلايا الحية أو البروتينات المعزولة للمواد الكيميائية. جمعت البحوث الكيميائية والبيانات وأدوات الفحص من العديد من الوكالات الفيدرالية بما في ذلك برنامج علم السموم الوطني / المعهد الوطني لعلوم الصحة البيئية، والمركز الوطني لتطوير العلوم الانتقالية وإدارة الغذاء والدواء.